# Тимофеева, Анна Викторовна
Анна Викторовна Тимофеева (род. 18 июля 1987, Горький) — российская ватерполистка, центральный нападающий ватерпольного клуба «Матаро» и сборной России. Заслуженный мастер спорта.

## Биография
Пришла в водное поло из плавания, которым занималась с семи до восемнадцати лет и имела спортивный разряд кандидата в мастера спорта. Первым тренером в водном поло был А.В. Иванов в нижегородской команде «Олимп». 

## Карьера
В 2009 году переехала  в Ханты-Мансийск, и стала выступать в составе ватерпольного клуба «Югра» (младшая сестра Вера осталась в «Олимпе», после расформирования клуба зимой 2015 года перешла в другой нижегородский клуб «Буревестник-ННГУ»). По итогам 2011 года включена в «Десятку лучших спортсменов Ханты-Мансийского автономного округа – Югры». Летом 2021 года перешла в испанский клуб «Матаро».
Привлекается в сборную России. В её составе стала победителем Мировой Лиги 2008 года, бронзовым призёром Мировой лиги 2019 и 2020 года. Бронзовый призёр чемпионата мира 2009 и 2017 года. Бронзовый призёр Универсиады 2011 года.
Приказом  Минспорттуризма РФ от 03 августа 2010 года № 108-нг Анне Викторовне Тимофеевой присвоено спортивное звание «Мастер спорта России международного класса».

## Образование
Окончила Нижегородский педагогический университет по специальности «учитель физкультуры».

## Награды
- Медаль ордена «За заслуги перед Отечеством» II степени (25 августа 2016 года) — за высокие спортивные достижения на Играх XXXI Олимпиады 2016 года в городе Рио-де-Жанейро (Бразилия), проявленные волю к победе и целеутремленность[7].